# Mezőszemere
Mezőszemere is een plaats (község) en gemeente in het Hongaarse comitaat Heves. Mezőszemere telt 1333 inwoners (2002).